# Gerry Ashmore
Gerald Ashmore (ur. 25 lipca 1936 w West Bromwich, zm. 25 sierpnia 2021) – brytyjski kierowca wyścigowy. Wziął udział w czterech wyścigach Formuły 1.
Rozpoczął karierę, startując w 1960 roku w Formule Junior razem z bratem Chrisem. W 1961 roku startował w F1 bolidem Lotus 18 i zdobył drugie miejsce w Grand Prix Neapolu po starcie z pole position. W tym samym roku wziął udział w GP Wielkiej Brytanii, ale wycofał się po kilku okrążeniach. Ostatni raz wystąpił podczas GP Włoch w 1962, jednak nie udało mu się zakwalifikować do wyścigu.